# Visnadine
Visnadine (hoặc visnadin) là một thuốc giãn mạch tự nhiên. Nó lần đầu tiên được phân lập từ cỏ dại của giám mục (Ammi visnaga), một loại cây bản địa của khu vực Địa Trung Hải đã được sử dụng trong nhiều thế kỷ ở Ai Cập như một loại thuốc co thắt.